# 옵피콘역
옵피콘역(Banhnhof Opfikon)은 스위스 옵피콘에 있는 기차역이다. 이 역은 취리히 S-반 노선 S7에 의해 제공된다. 옵피콘역은 S-반 노선 S5의 글라트브루크역과 슈타트반 글라탈에서 도보로 약 250m 떨어져 있다.
옵피콘역에는 두 개의 선로 옆에 단일 중앙 플랫폼이 있다. 취리히에서 빈터투어까지 노선의 취리히 공항역 분기점의 2개 관통 트랙은 플랫폼과 평행하게 운행되지만, 역 근처의 플랫폼 트랙에는 연결되어 있지 않다.
이 역은 원래 1877년 스위스 국철(Schweizerische Nationalbahn, SNB)에 의해 개통되어 취리히를 우회하는 베팅엔-에프레티콘 노선에 있다. 그러나 역에 정차하는 여객 열차는 모두 1881년에 개통한 취리히 욀리콘역에서 연결되며, 취리히에서 운행된다. 역 지역은 1978년에 공항 지점과 통과 선로가 추가되면서 크게 수정되었다.

## 운행편
다음 서비스는 옵피콘에서 정차한다.
- 취리히 S-반 S7 : 라퍼스빌과 빈터투어 사이를 30분 간격으로 운행한다.